# گیدو آدلر
گیدو آدلر (آلمانی: Guido Adler; ۱ نوامبر ۱۸۵۵ – ۱۵ فوریهٔ ۱۹۴۱) یک موسیقی‌شناس اهل اتریش بود.

## زندگی‌نامه

### سنین جوانی و تحصیل
آدلر در سال ۱۸۵۵در Eibenschütz در موراویا متولد شد. او نه سال بعد به همراه خانواده خود به وین نقل مکان کرد. پدرش یواخیم که پزشک بود، در سال ۱۸۵۷بر اثر تب حصبه درگذشت. یواخیم از یک بیمار به این بیماری مبتلا شد و به همین دلیل به همسرش فرانسیسکا گفت که «هرگز اجازه ندهید هیچ یک از فرزندان پزشک شوند».[منبع خود منتشر شده].
آدلر در دانشگاه وین و - در همان زمان (۷۴–۱۸۶۸) - در کنسرواتوار موسیقی وین (جایی که پیانو (موضوع اصلی) و تئوری و آهنگسازی موسیقی را زیر نظر آنتون بروکنر و اتو دسوف مطالعه کرد) تحصیل کرد. او حتی برای مدت کوتاهی در Handelsgericht وین خدمت کرد قبل از اینکه تصمیم بگیرد علاقه خود را به تاریخ موسیقی دنبال کند. او در سال ۱۸۷۴دیپلم هنر را از هنرستان دریافت کرد. در سال ۱۸۷۸از دانشگاه وین به عنوان دکترای فقه و در سال ۱۸۸۰به عنوان دکترای فلسفه فارغ‌التحصیل شد. پایان‌نامه او، Die Grundklassen der Christlich-Abendländischen Musik bis ۱۶۰۰(بخش‌های اصلی موسیقی کلیسای غربی تا سال ۱۶۰۰)، در Allgemeine Musikzeitung تجدید چاپ شد. دو سال بعد، او اعتبار خود را به عنوان مدرس دانشگاه، که به عنوان هابیلیتیشن نیز شناخته می‌شود، با پایان‌نامه ای در مورد تاریخ هارمونی تکمیل کرد.

#### از پیشگامان موسیقی‌شناسی
در سال ۱۸۸۳ آدلر مدرس موسیقی‌شناسی در دانشگاه وین شد و به همین مناسبت مقاله ای در مورد تاریخ هارمونی نوشت که در «گزارش‌های جلسه کلاس فلسفی-تاریخی آکادمی علوم وین» منتشر شد، ۱۸۸۱
در سال ۱۸۸۴او (به همراه فردریش کرایساندر و فیلیپ اسپیتا) فصلنامه موسیقی‌شناسی (فصلنامه موسیقی‌شناسی) را تأسیس کرد. آدلر اولین مقاله از شماره اول را با عنوان "حوزه، روش و هدف موسیقی‌شناسی" ("دامنه، روش و هدف موسیقی‌شناسی"، ۱۸۸۵) ارائه کرد که نه تنها اولین تلاش برای توصیف جامع از مطالعه موسیقی، اما به‌طور معروف این رشته را به دو زیرشاخه موسیقی‌شناسی تاریخی و موسیقی‌شناسی سیستماتیک تقسیم می‌کند. در مقاله آدلر، موسیقی‌شناسی سیستماتیک شامل موسیقی‌شناسی یا موسیقی‌شناسی تطبیقی (موسیقی‌شناسی تطبیقی) بود که بعدها به رشته‌ای مستقل تبدیل شد (نک: اتنوموسیکولوژی). اگرچه این زیرشاخه‌ها دقیقاً با رویه فعلی همخوانی ندارند، اما تقریباً در موسیقی‌شناسی مدرن اروپایی حفظ شده‌اند و تقریباً با تقسیم‌بندی موسیقی‌شناسی آمریکای شمالی به تاریخ موسیقی (که اغلب «موسیقی‌شناسی» نامیده می‌شود)، تئوری موسیقی و اتنوموزیکولوژی مطابقت دارند.[۳]
در سال ۱۸۸۵ به عنوان استاد عادی تاریخ و تئوری موسیقی به دانشگاه تازه تأسیس آلمانی پراگ، بوهمیا، و در سال ۱۸۹۸ به همین سمت به دانشگاه وین فراخوانده شد و جانشین ادوارد هانسلیک شد. شاگردان او در مؤسسه موسیقی‌شناسی شامل آنتون وبرن و آهنگساز کارل ناوراتیل بودند.
او در سال ۱۸۸۶ کتاب «تکرار و تقلید در چند صدایی» را منتشر کرد. در سال ۱۸۸۸، جنبشی از یک کنسرتو پیانوی بتهوون ناشناخته. در سال‌های ۱۸۹۲–۱۸۹۳ او مجموعه‌ای از ساخته‌های موسیقایی امپراتوران فردیناند سوم، لئوپولد اول و جوزف اول را ویرایش کرد (دو جلد).[۴] بین سال‌های ۱۸۹۴ و ۱۹۳۸ او سردبیر «منویومنت‌های موسیقی» در اتریش بود، که یک نشریه مهم در تاریخ موسیقی بود.
آدلر اولین مورخ موسیقی بود که بر نقد سبک در تحقیقات تأکید کرد. نگرش‌ها و رویه‌های او در Handbuch der Musikgeschichte ("راهنمای تاریخ موسیقی") مشهود است که او در سال ۱۹۲۴ سردبیر آن شد.[۵]